# Сборная Германии по хоккею с мячом
Сборная Германии по хоккею с мячом — представляет Германию на международных соревнованиях по хоккею с мячом.

## История
Федерация хоккея с мячом Германии вступила в Федерацию международного бенди в июне 2013 года.
Ввиду отсутствия в Германии ледовых площадок стандартного размера, сборная тренируется на площадках для хоккея с шайбой и участвует в турнирах по ринк-бенди.
Костяк команды составляют русскоязычные игроки, проживающие в Германии.
Дебют сборной Германии в чемпионатах мира состоялся в группе B в 2014 году, где, в первом матче была одержана первая победа. Далее последовали поражения и ничья, но в матче за 15-е место были побеждены украинские хоккеисты. Всего на чемпионате было заброшено 38 мячей, что оказалось неплохо для дебютантов. В итоговой таблице ниже немецких игроков оказались ещё 2 команды. Лучшим бомбардиром чемпионата с 19 мячами стал немецкий хоккеист Михаил Дунаев.
На следующем чемпионате в 2015 году немецкие хоккеисты выступили значительно удачнее. Они проиграли лишь два матча и заняли итоговое 12-е место.
На чемпионате мира 2016 в Ульяновске сборная Германии заняла 1 место в дивизионе Б, получив право играть в дивизионе А.
Немецкие хоккеисты сумели удержаться в группе сильнейших на следующем чемпионате в Швеции, потеснив оттуда белорусов. Также седьмыми они были на чемпионатах мира 2018 и 2019 годов.

## Результаты выступлений
| Год    | В  | Н | П  | М       | Место на ЧМ (Кол-во команд) |
| ------ | -- | - | -- | ------- | --------------------------- |
| 2014   | 2  | 1 | 3  | 38-29   | 15 (17)                     |
| 2015   | 4  | 0 | 2  | 32-15   | 13 (16)                     |
| 2016   | 6  | 0 | 0  | 40-23   | 9 (18)                      |
| 2017   | 1  | 1 | 3  | 32-74   | 7 (18)                      |
| 2018   | 2  | 0 | 3  | 37-63   | 7 (16)                      |
| 2019   | 2  | 1 | 1  | 33-48   | 7 (20)                      |
| 2023   | 5  | 0 | 2  | 41-23   | 7 (11)                      |
| 2025   | 3  | 0 | 2  | 29-18   | 2 группа В (10)             |
| Итого: | 23 | 3 | 13 | 282-293 |                             |

## Состав
Заявка на чемпионат мира 2016 года
| Номер | Позиция      | Игрок             | Дата рождения | Клуб                                            | Рост/вес |
| ----- | ------------ | ----------------- | ------------- | ----------------------------------------------- | -------- |
| 1     | вратарь      | Виктор Рудь       | 7.10.1976     | «Рейн-Майн Айсспортклуб» Франкфурт-на-Майне     | 170 / 82 |
| 30    | вратарь      | Павел Савченко    | 20.02.1972    | «Рейн-Майн Айсспортклуб» Франкфурт-на-Майне     | 175 / 90 |
| 2     | защитник     | Артур Кесслер     | 23.12.1967    | «Рейн-Майн Айсспортклуб» Франкфурт-на-Майне     | 176 / 80 |
| 6     | защитник     | Димитрий Антропов | 28.07.1969    | «Рейн-Майн Айсспортклуб» Франкфурт-на-Майне     | 178 / 72 |
| 9     | защитник     | Димитрий Фихтер   | 8.04.1974     | «Рейн-Майн Айсспортклуб» Франкфурт-на-Майне     | 176 / 72 |
| 14    | защитник     | Евгений Епифанов  | 11.05.1985    | «Рейн-Майн Айсспортклуб» Франкфурт-на-Майне     | 180 / 73 |
| 16    | защитник     | Ойген Майер       | 26.04.1971    | «Рейн-Майн Айсспортклуб» Франкфурт-на-Майне     | 176 / 80 |
| 3     | полузащитник | Димитрий Кузьмин  | 21.09.1972    | «Рейн-Майн Айсспортклуб» Франкфурт-на-Майне     | 182 / 82 |
| 7     | полузащитник | Михаил Дунаев     | 13.08.1978    | «Динамо-Маяк» (Краснотурьинск) — главный тренер | 172 / 75 |
| 10    | полузащитник | Олег Шибельбайн   | 1.10.1962     | «Рейн-Майн Айсспортклуб» Франкфурт-на-Майне     | 177 / 79 |
| 11    | полузащитник | Эвальд Пауль      | 16.11.2000    | «Крылатское-Юный динамовец» Москва (ДЮСШ)       | 152 / 42 |
| 13    | полузащитник | Ойген Кудрин      | 2.07.1975     | «Рейн-Майн Айсспортклуб» Франкфурт-на-Майне     | 175 / 76 |
| 15    | полузащитник | Сергей Битков     | 29.11.1956    | «Рейн-Майн Айсспортклуб» Франкфурт-на-Майне     | 160 / 65 |
| 17    | полузащитник | Алексей Цыганков  | 29.10.1977    | «Рейн-Майн Айсспортклуб» Франкфурт-на-Майне     | 175 / 73 |
| 18    | полузащитник | Александр Коптев  | 27.02.1981    | «Рейн-Майн Айсспортклуб» Франкфурт-на-Майне     | 175 / 85 |
| 27    | полузащитник | Евгений Пиль      | 2.11.1980     | «Рейн-Майн Айсспортклуб» Франкфурт-на-Майне     | 173 / 85 |
| 72    | полузащитник | Сергей Нааб       | 20.02.1971    | «Рейн-Майн Айсспортклуб» Франкфурт-на-Майне     | 172 / 82 |
| 22    | нападающий   | Никлас Лауэ       | 23.03.1994    | «Рейн-Майн Айсспортклуб» Франкфурт-на-Майне     | 188 / 76 |
| 22    | нападающий   | Пауль Савченко    | 29.10.1992    | «Рейн-Майн Айсспортклуб» Франкфурт-на-Майне     | 180 / 85 |